# Französische Feldhandball-Meisterschaft der Frauen
Die Französische Feldhandballmeisterschaft war die höchste Spielklasse im französischen Feldhandball.

## Meister
| Jahr          | Meister                           | Vizemeister | Resultat | Mannschaften |
| ------------- | --------------------------------- | ----------- | -------- | ------------ |
| 1942 Nordzone | Paris Université Club             |             |          |              |
| 1942 Südzone  | FC Lyon                           |             |          |              |
| 1943          | Paris Université Club             |             |          |              |
| 1944 Nordzone | AS Bondy                          |             |          |              |
| 1944 Südzone  | Stade Marseillais Université Club |             |          |              |
| 1945          | AS Bondy                          |             |          |              |
| 1946          | École Simon Siégel                |             |          |              |
| 1947          | École Simon Siégel                |             |          |              |
| 1948          | École Simon Siégel                |             |          |              |
| 1949          | École Simon Siégel                |             |          |              |
| 1950          | Femina Sports                     |             |          |              |
| 1951          | École Simon Siégel                |             |          |              |
| 1952          | Femina Sports                     |             |          |              |
| 1953          | Femina Sports                     |             |          |              |
| 1954          | École Simon Siégel                |             |          |              |
| 1955          | École Simon Siégel                |             |          |              |
| 1956          | École Simon Siégel                |             |          |              |
| 1957          | École Simon Siégel                |             |          |              |

Von 1944 bis 1957 als Pokalwettbewerb organisiert.